# 黎明蟹科
黎明蟹科（學名：Matutidae）是短尾下目（螃蟹）饅頭蟹總科的一個科，當地人稱之為「moon crabs」。
與另一種會游泳的物種「梭子蟹科」不同的是：梭子蟹科只有最後一對足扁平化成泳肢，但黎明蟹科物種卻是全部五對足皆特化成為泳肢，以輔助游泳或挖掘。本科物種均為富侵略性的獵食者。

## 分類
傳統來說，本科過往只有黎明蟹屬（Matuta）一個屬，獨自成為饅頭蟹科的一個亞科。現時，本分類被升格為科，包括有六個屬，當中有四個現存屬和兩個化石屬。儘管本分類依然留在升格成為總科的饅頭蟹總科之內，現時我們仍未了解到底黎明蟹科及新的饅頭蟹科兩個分類的物種之間是否有緊密的關係。
以下詳列本科的六個屬：
- 月神蟹屬（Ashtoret Galil & P. F. Clark, 1994）
- † Eomatuta De Angeli & Marchiori, 2009
- 伊神蟹屬（Izanami Galil & P. F. Clark, 1994）：亦作伊氏蟹屬[7]。
- 黎明蟹屬（Matuta Weber, 1795）
- Mebeli Galil & P. F. Clark, 1994
- † Szaboa Müller & Galil, 1998

## 化石紀錄
Szaboa是現時已知唯一來自匈牙利中新世中期化石沉積層的物種，Eomatuta同樣來自中新世中期的地層，於2009年在意大利發現。月神蟹屬的化石亦有在日本的中新世地層發現，但月神蟹屬仍然有現存物種。